# Planalto Detroit
O Planalto Detroit (64° 10′ S, 60° 00′ O) é um grande planalto interior na Terra de Graham, com uma altitude variando entre 1500 e 1900 metros. Seu limite nordeste é marcado pelo paredão da Geleira Russel Oeste, de onde ele se estende por cerca de 140 km em direção sudoeste, até atingir o Planalto de Herbert. Da extremidade sul do platô, a Geleira Dinsmoor corre em direção ao leste.
O planalto foi avistado do ar pelo Sir Hubert Wilkins em um voo realizado em 20 de dezembro de 1928. Wilkins o batizou de Planalto da Sociedade de Aviação de Detroit, em homenagem à associação que auxiliou na organização de sua expedição, mas a forma abreviada do nome original é aprovada. Os lados norte e leste do planalto foram mapeados pela British Antarctic Survey em 1946-47.